# Trevor Ruffin
Trevor Ruffin, né le 26 septembre 1970 à Buffalo, est un ancien joueur américain de basket-ball.

## Biographie
En 1989, Trevor Ruffin termine son cursus lycéen, à Bennet. À l'aube de la saison 1989-1990, Ruffin rejoint la grande ligue universitaire, la NCAA. Il passe par trois différentes universités. Tout d'abord, il s'engage à Cuyahoga puis ArizWest et enfin à Hawaii University. En 1994, Trevor Ruffin marque 20,8 points et distribue 3,1 passes décisives par match. L'homme est déjà dans les listes des recruteurs de la National Basketball Association (NBA) et de la Continental Basketball Association (CBA). Il est chosit lors de la draft en CBA, au troisième tour en tant que 36e choix par Hawaii Quad City. Finalement, la franchise NBA des Suns de Phoenix réussit à le convaincre de rejoindre leur effectif. En 7 minutes par match, il est à 4,8 points de moyenne. Il n'est pas dans l'effectif de la franchise la saison suivante.
Le meneur nord-américain prend la décision de signer en Grèce, au PAOK Salonique. Il lui faut peu de matchs pour retrouver son niveau. Pourtant, Ruffin veut encore revenir en NBA. En octobre 1995, les Sixers de Philadelphie font appel à lui. Cette fois-ci avec un temps conséquent, Ruffin cumule 12,8 points et 4,4 passes décisives. 
Fin décembre 1996, un grand club européen s'intéresse à Ruffin, qui a débuté la saison en CBA (Continental Basketball Association) avec l'équipe des Florida Beachdogs. Il s'agit du Limoges CSP. Le Cercle Saint-Pierre parvient à trouver un accord avec le meneur américain. Le public limougeaud découvre alors le jeu frénétique de Trevor Ruffin. Doté d'un talent hors-norme pour la Pro A, Ruffin impressionne même s'il ne suit pas toujours les consignes de son entraîneur, Bogdan Tanjević. Véritable gâchette, Ruffin tourne à 16,2 pts (46,3 % aux shoots, 36,4 % à 3 pts et 84,4 % aux lancers-francs) et 4,4 passes décisives en championnat de France. Il réalise quelques coups d'éclat, notamment contre l'ASVEL à Beaublanc (21 pts, 5 passes et un shoot à 3 pts décisif dans la dernière minute). On retiendra aussi son buzzer-beater à 2 secondes de la fin pour arracher la victoire à Montpellier ou son 6 sur 9 à 3 pts lors du dernier match de la saison régulière à Strasbourg dans un match décisif pour se qualifier en euroleague la saison suivante (victoire 91 à 74, permettant au CSP de finir 2ème de la saison régulière). En playoffs, Ruffin explose son record de points avec Limoges en scorant 35 pts en 1/4 de finale lors du match retour à Montpellier. Puis lors du match aller de la demi-finale contre l'ASVEL à Beaublanc, Ruffin plante 7 paniers à 3 pts et finit avec 25 pts au compteur. En euroleague, ses stats s'élèvent à 14,3 pts et 3 passes de moyenne. Son meilleur match en coupe d'Europe étant sans doute celui contre le Teamsystem Bologne à Beaublanc : 20 pts (8 sur 16 aux shoots). Finalement, Ruffin s'avérera être un joueur capable d'être totalement inarrêtable mais aussi de passer complètement au travers, sans que sa confiance n'en soit altérée. Il n'hésitait ainsi jamais à continuer de prendre les shoots même les soirs où ça ne rentrait pas.
Après l'aventure limougeaude, Ruffin va jouer en Turquie, en Finlande, en Suède ou encore en Israël. Lors de la saison 1999-2000, Trevor Ruffin est élu MVP de première division suédoise (29,8 points, 6,9 passes décisives, 3,6 rebonds et 2,4 interceptions) et est vice-champion de Suède avec le M7 Basket Boras. Avant de prendre sa retraite, il évolue dans l'équipe de Buffalo (ABA) de 2005 à 2007.

## Palmarès
- 1999-2000: Vice-champion de Suède avec Boras

## Nominations et distinctions
- 1992-1993: Membre de la WAC Freshmen Team
- 1994: Drafté au troisième tour (36e choix) par Hawaii Quad City (CBA)
- 1995: Participe au NBA Rookie Game
- 1995: Sélectionné parmi les 25 meilleurs joueurs du Western New-York par l’association des entraîneurs de New-York
- 1995: Retenu par Vancouver lors de l’expansion draft
- 1999-2000: Élu MVP de Suède

## Summer League
- 2001: Participe à la Southern California Summer Pro League
- 2004: Participe au Los Angeles Lakers training camp